# Idiotropiscis
Idiotropiscis is een geslacht van straalvinnige vissen uit de familie van zeenaalden en zeepaardjes (Syngnathidae).

## Soorten
- Idiotropiscis australe (Waite & Hale, 1921)
- Idiotropiscis larsonae (Dawson, 1984)
- Idiotropiscis lumnitzeri Kuiter, 2004